# 萬哈拉 (加利福尼亞州)
萬哈拉（英語：Wanhala）是位於美國加利福尼亞州門多西諾縣的一個非建制地區。該地的面積和人口皆未知。

## 地理
萬哈拉的座標為39°28′15″N 123°32′42″W / 39.47083°N 123.54500°W，而該地的平均海拔高度為161米（即528英尺）。